# آمیکو
گروه صنعتی آمیکو یک شرکت خودروسازی در ایران است که در سال ۱۳۶۸ در شهر جلفا احداث شد.
تولیدات این گروه صنعتی شامل کشنده‌های تک محور، کامیون کمپرسی، کامیونت، وانت و خودروهای سواری است. تانک می باشد.

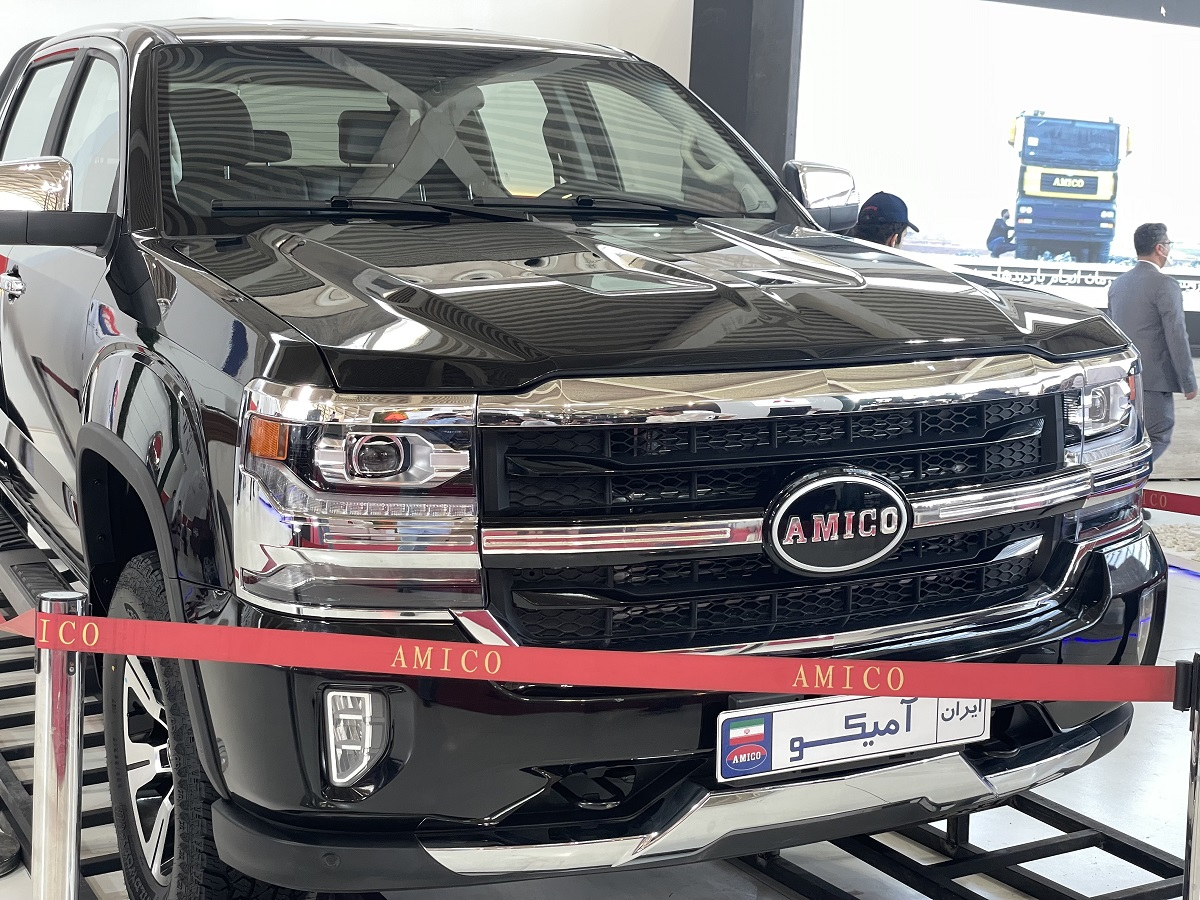
آمیکو آرتیستون